# Mitsudomoe Islands
Mitsudomoe Islands är tre öar i Antarktis. Den ligger i havet utanför Östantarktis. Norge gör anspråk på området.